# Dieter Anhuf
Dieter Anhuf (né le 1er février 1955) est géographe et titulaire de la chaire de géographie physique a l'université de Passau (Allemagne).
Dieter Anhuf est un des disciples des géographes Peter Frankenberg et Wilhelm Lauer. Il est un des rares géographes allemands francophones. 
Il est considéré comme un des spécialistes allemands du Brésil et des pays de l'Afrique francophone (surtout Tunisie, Sénégal et Côte d'Ivoire).

## Publications (sélection)

### Livres et monographies
- Analyse d'irrigation pour la Commune d'Aubord : les besoins d'eau de l'abricotier Mannheim 1992.
- Forschungen des Geographischen Instituts der Universität Mannheim im französischsprachigen Ausland / Recherches de l'Institut de Géographie de Mannheim faites à l'étranger francophone. Mannheim, 1996,   (ISBN 3-923750-65-X)
- Beiträge zur Landeskunde Südwestdeutschlands und angewandten Geographie (avec Christoph Jentsch). Mannheim 1997. (ISBN 3-923750-72-2).
- Satellitenbildgestützte Vegetationsklassifikation der Côte d'Ivoire. Mannheim 1997.  (ISBN 3-923750-70-6).

### Articles scientifiques
- Dieter Anhuf et Peter Frankenberg 1988: Reale Bodenbedeckung in Südosttunesien; in: Erdkunde, tome 42, p. 16-26.
- Christophe Neff et Dieter Anhuf (1995): Milieu naturel et géographie agricole d´une commune de Vistrenque: Aubord (Gard, France). In: Bul. Soc. Ét. Sc. Nat. Nîmes et Gard. Tome 60, p. 46-57.
- Ozanne, C.M.P., Anhuf, D., Boulter, S.L., Keller, M., Kitching, R.L., Körner, C., Meinzer, F.C., Mitchell, A.W., Nakashizuka, T., Silva Dias, P.L., Stork, N.E., Wright, S.J., Yoshimura, M. 2003: Biodiversity meets the atmosphere: A global review of forest canopies; in Science 301, p. 183-186.

## Source
- (de) Cet article est partiellement ou en totalité issu de l’article de Wikipédia en allemand intitulé « Dieter Anhuf » (voir la liste des auteurs).